# Medlánky (zámek)
Zámek Medlánky je bývalé panské sídlo nacházející se v Brně v městské části Brno-Medlánky. Zámek byl postaven v 18. a 19. století.

## Popis
Medlánecký zámek je jednopatrová budova s obdélným půdorysem, stojící podél ulice Hudcovy v centru Medlánek. Středovým rizalitem se zaoblenými nárožími, pěti okenními osami a portálem s průjezdem v přízemí je rozdělen na dvě nestejně velká křídla. Západní křídlo má pět okenních os, východní jedenáct. Všechna okna v uličním průčelí jsou pravoúhlá ve špaletě. Z jižní strany navazuje na zámek park o rozloze 3,30 ha, kde se nachází památný strom buk lesní červenolistý, vyhlášený roku 2015.

## Historie
Zámek v Medlánkách vznikl zřejmě v místě středověkého dvora v 18. století, kdy je poprvé připomínán. Sloužil jako letní rezidence majitele medláneckého panství, Nadace Marie Školské, která v Brně provozovala Palác šlechtičen. Barokní přízemní budova zámku byla dle popisu z roku 1752 zdobená a dispozičně odlišná od nynějšího stavu. V centrální vstupní části se nacházela kaple, šest místností v roce 1750 dekorativně vymaloval brněnský malíř Jan Wuntschig, který byl rovněž autorem fresek v kapli a nad vstupem. Zřejmě v letech 1811–1812 byla budova zámku značně přestavěna, její výzdoba zrušena, byla také neúplně zvýšena o první patro (pouze rizalit a východní část zámku) a zároveň došlo k úpravám průčelí. Celá tato adaptace se nesla v duchu empíru. Z jižní strany navazoval na zámek park, který byl rozdělen na francouzskou a anglickou část. V roce 1828 byla o patro zvýšena i západní část zámku, která byla v té době celá přestavěna na sýpku, zatímco první patro východní části bylo využíváno k obytným účelům.
Protože sýpka nebyla ve 30. letech 20. století již využívána, pronajala ji Nadace Antonínu Kučerovi, který v západní části zámku zřídil smaltovnu. Nadace vlastnila zámek i s parkem do roku 1948, kdy jej získalo do majetku město Brno. Po komunistickém převratu převzalo výrobnu ve smaltovně Lidové výrobní družstvo Znak, z nějž se posléze stalo družstvo Kovo. To v roce 1956 od města budovu zámku odkoupilo, zatímco park nadále zůstal městu. Zřejmě v 70. letech 20. století si pronajal první patro východního křídla, které bylo do té doby obýváno, Obvodní národní výbor Brno V, který jej upravil na středisko pro občany (např. pionýrská klubovna) a občanský výbor. Po sametové revoluci tyto prostory chtěla využívat městská část Brno-Medlánky, ale družstvo Kovo nájemní smlouvu neprodloužilo. Městské části zůstaly přístupné pouze dvě klubovny, a to do roku 2001. V roce 2001 byl zámek i s parkem prohlášen kulturní památkou. Družstvo Kovo posléze zámek prodalo, soukromý majitel jej zrekonstruoval a do přízemí umístil restauraci a pivnici.

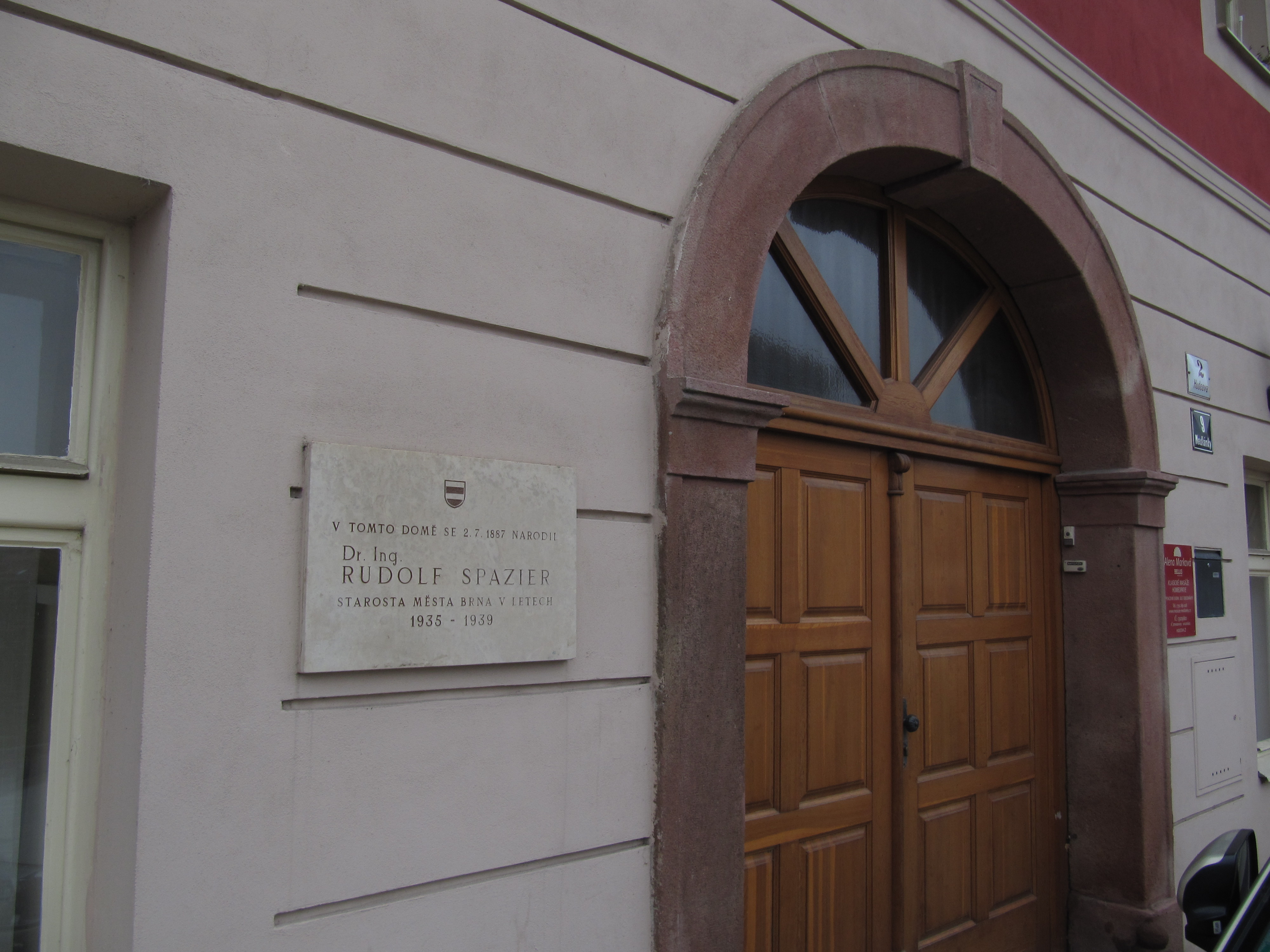
Pamětní deska brněnského starosty Rudolfa Spaziera umístěná na zámku

V roce 1887 se v budově medláneckého zámku narodil brněnský starosta Rudolf Spazier, jehož otec zde působil jako zahradník. Roku 1992 byla na budovu zámku umístěna pamětní deska.